# Natalia Ghermanová
Natalia Ghermanová (* 20. března 1969 Kišiněv) je moldavská politička a diplomatka. Je dcerou prvního moldavského prezidenta Mircey Snegura. Jejím manželem je ekonom Artur Gherman, mají jednoho syna.
Vystudovala němčinu a angličtinu na Moldavské státní univerzitě, postgraduální vzdělání získala na King's College London. Byla moldavskou velvyslankyní v Rakousku, Švédsku, Norsku a Finsku a zastupovala svůj stát u Organizace pro bezpečnost a spolupráci v Evropě. Vedla vyjednávání o asociační dohodě Moldavska s Evropskou unií.
Byla zvolena poslankyní moldavského parlamentu za Liberálně demokratickou stranu Moldavska a v letech 2013 až 2016 zastávala funkci ministryně zahraničí a místopředsedkyně vlády. Po rezignaci premiéra Chirila Gaburiciho byla od 22. června do 30. července 2015 úřadující předsedkyní moldavské vlády. V říjnu 2016 neúspěšně kandidovala na úřad generálního tajemníka OSN. Od roku 2017 je zástupkyní generálního tajemníka OSN pro středoasijský region.
V roce 2014 jí byl udělen Řád republiky.